# Torre Latinoamericana
La Torre Latinoamericana è un grattacielo che si trova a Città del Messico situato all'angolo tra le vie Madero e Lazaro Cardenas nel pieno centro storico della città. La sua posizione centrale, la sua altezza e la sua storia ne fanno uno degli edifici più importanti ed emblematici di Città del Messico. Fu anche l'edificio più alto della città dalla sua costruzione nel 1956 fino al 1984, anno in cui venne completato il World Trade Center.

## Storia
Il lotto di terreno dove attualmente sorge la Torre Latino in antichità era occupato dal serraglio dell'imperatore azteco Montezuma II, e dove, dopo la conquista del Messico, fu costruito l'antico convento di San Francesco.
La Torre Latinoamericana fu costruita per alloggiare gli uffici della compagnia assicurativa La Latinoamericana Seguros. Originariamente la compagnia occupava un edificio più piccolo sempre nello stesso posto dove ora sorge la torre. Durante gli otto anni di costruzione della torre la compagnia si trasferì in alcuni uffici in una zona vicino.
Per questo ambizioso progetto si incaricò un gruppo di professionisti: l'ingegnere Leonardo Zeevaert, l'architetto Augusto Alvarez, l'architetto Alfonso Gonzalez Paullada e l'ingegnere Eduardo Espinosa.
La costruzione prese il via nel febbraio del 1948 con un programma di indagini geotecniche per conoscere la vulnerabilità sismica del suolo, che consistette nel:
- Sondaggio con campioni inalterati fino a 50 m, nel terreno dell'edificio.
- Installazione di banchi di livello sul posto e lungo l'Alameda Central.

Dopo lo studio del terreno, si arrivò alla conclusione di progettare una cementificazione e una struttura che sarebbe stata d'esempio nell'ingegneria moderna, visto che il sottosuolo della città è fangoso, con consistenza spugnosa. Per creare questa torre fu necessario piantare 361 piloni specialmente disegnati fino ad una profondità di 33 metri.
Si costruì un fondo di calcestruzzo così da far "galleggiare" l'edificio indipendentemente dal terreno e dai piloni. Questa tecnologia originale del Messico fu usata per la prima volta al mondo e continua ad essere utilizzata in tutte le costruzioni di grattacieli in zone a rischio sismico.

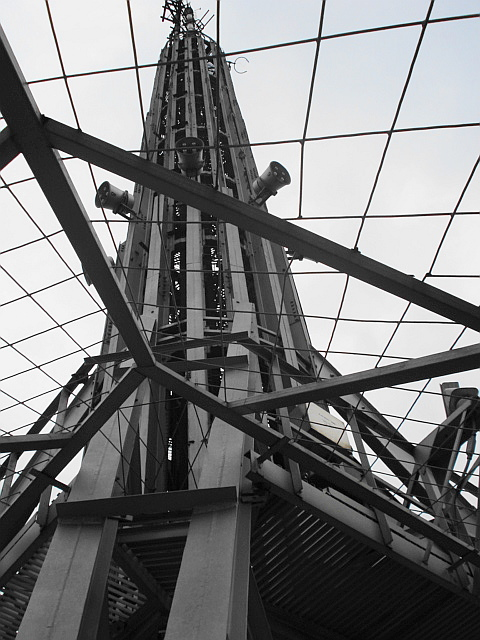
L'antenna della Torre.

Per sopportare un peso totale dell'edificio di 24 100 tonnellate, si costruì una struttura rigida di acciaio con un peso di 3,2 tonnellate, che dà forma a 3 piani interrati e a 44 piani che si alzano per 138 metri, più un'antenna di 44 metri arrivando così ad un totale di 182 metri sul livello della strada, con una superficie di 27 700 m² di cristallo e 3 200 metri di alluminio; i soli impianti sanitari arrivano ad un peso di 50 tonnellate ed esistono oltre 4 000 lampade per l'illuminazione.
La Torre Latinoamericana fu terminata all'inizio del 1956 e fu inaugurata ufficialmente il 30 aprile dello stesso anno e la compagnia assicuratrice si trasferì nella torre nei piani tra il quarto e l'ottavo. Il resto dello spazio per uffici fu dato in affitto. Al momento della sua inaugurazione la torre latinoamericana era l'edificio più alto della città e il suo osservatorio al piano 44° rimase il più alto fino all'apertura di quello della Torre Mayor nel dicembre 2004.

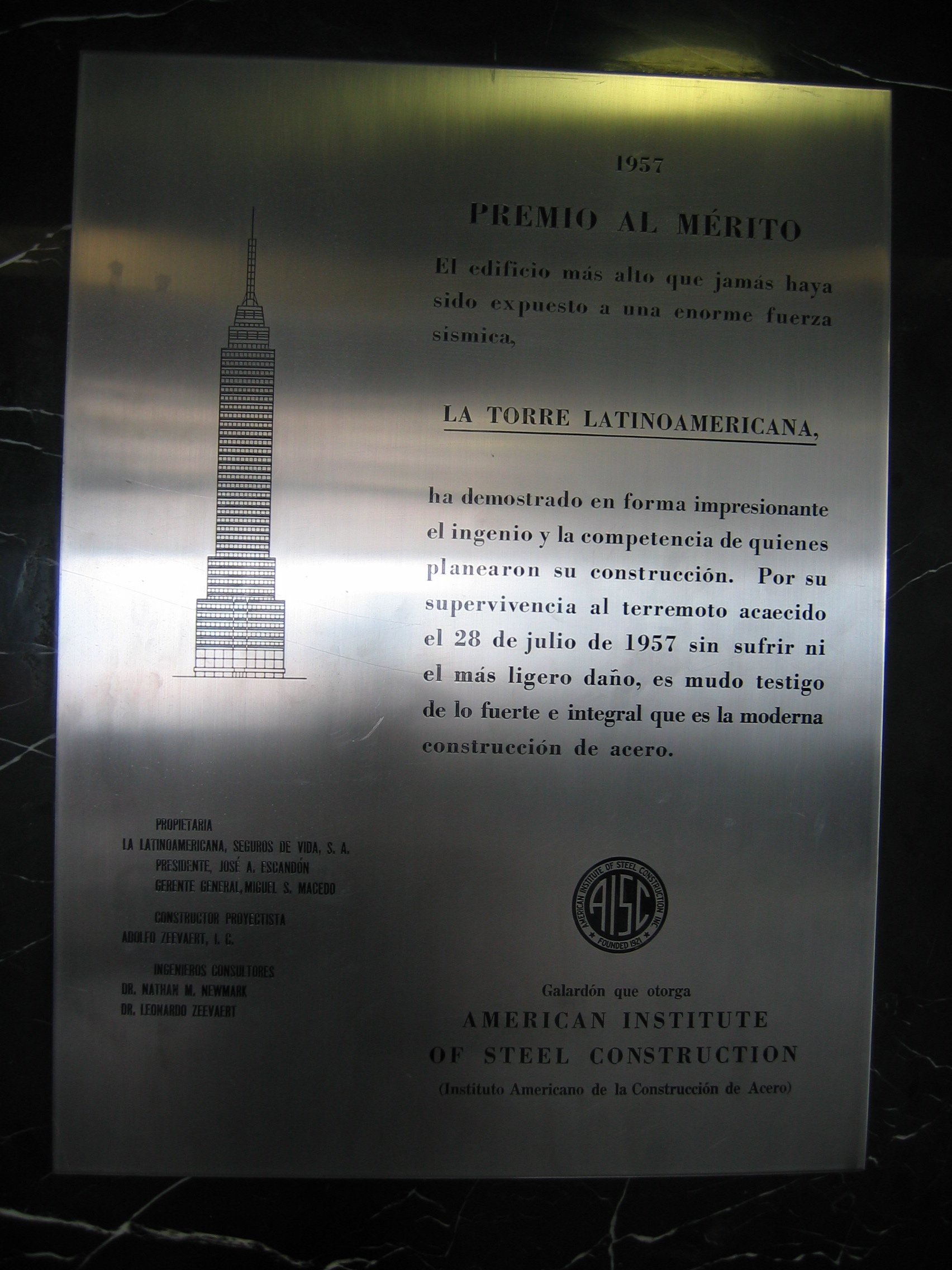
Targa commemorativa del terremoto del 1957

La torre acquistò prestigio a livello internazionale quando resistette ad un forte terremoto nel 1957, grazie alla sua costruzione con struttura d'acciaio e ai piloni profondi, che furono necessari proprio per la sismicità della città e per la composizione fangosa del terreno. Grazie a questo ottenne il riconoscimento dall'American Institute of Steel Construction, per essere l'edificio più alto che abbia mai sopportato una così grande forza sismica.
Tuttavia il più grande pericolo la torre lo superò il 19 settembre 1985 quando resistette ad un terremoto di gran lunga superiore al precedente. Attualmente la torre è considerata uno degli edifici più sicuri al mondo.
Nel 2002 la torre fu acquistata dall'impresario messicano Carlos Slim Helú.

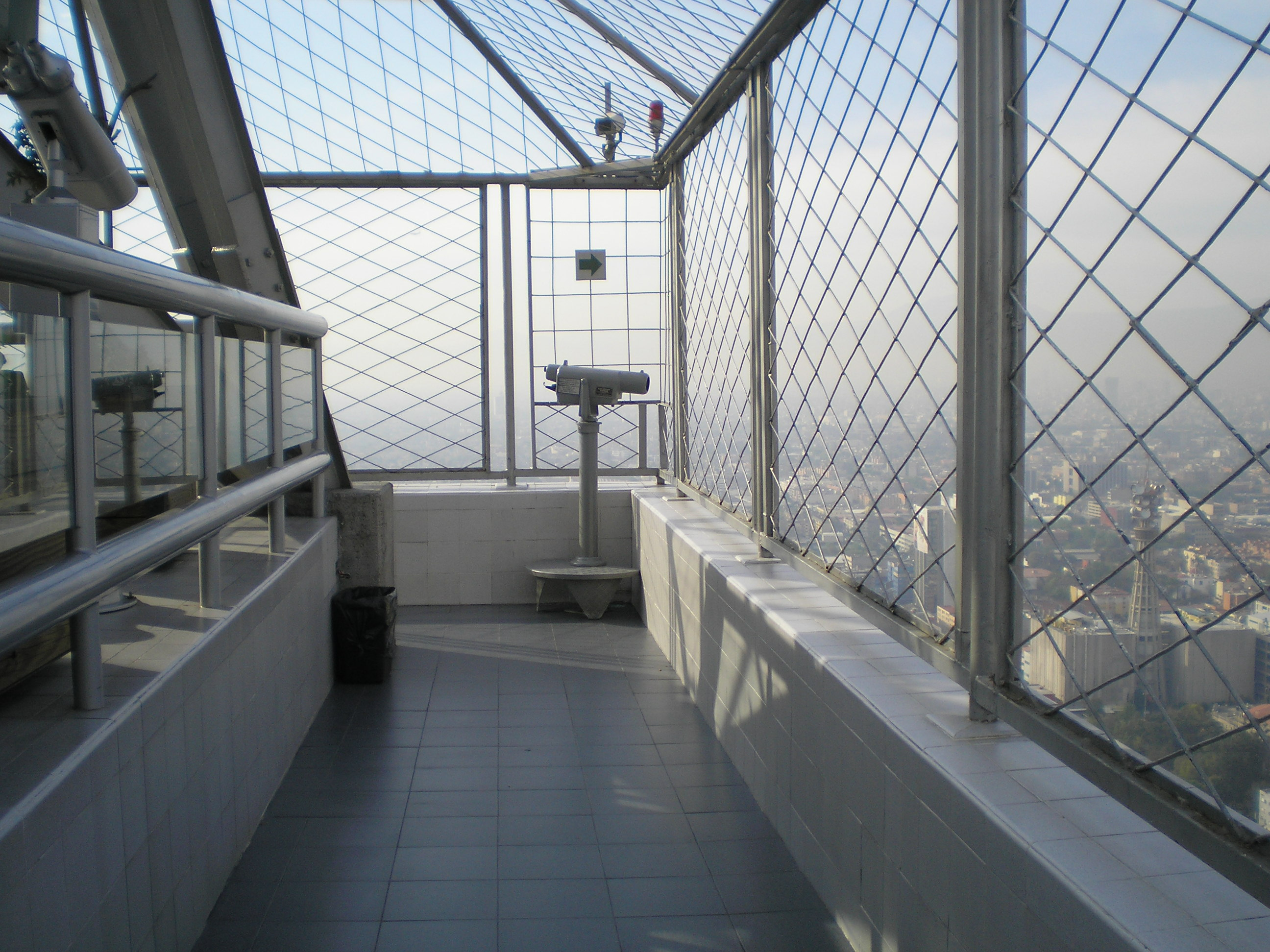
Osservatorio

La torre ha celebrato il suo cinquantesimo anniversario nel 2006. Il 30 aprile ebbe luogo una cerimonia che ha incluso la riapertura dei piani dal 38º al 44º che sono stati ristrutturati ed è inoltre stata l'occasione per l'apertura di un museo e il riconoscimento della Federazione mondiale delle grandi torri. I progetti futuri includono una ristrutturazione della facciata con materiali moderni ma mantenendo l'aspetto originale dato che la torre è considerata, vista la sua centralità, un monumento storico.